# Rhea Corner
Der Rhea Corner ist eine felsige und in der Aufsicht dreieckige Landspitze im Südwesten der westantarktischen Alexander-I.-Insel. An der Nordflanke des Saturn-Gletschers bildet sie den Ausläufer eines Massivs, das den Deimos Ridge, den Pagoda Ridge und den Phobos Ridge umfasst. An der Nordseite der Landspitze ragt ein Kliff 500 m hoch auf.
Das britische Directorate of Overseas Surveys kartierte die Landspitze in Zusammenarbeit mit dem United States Geological Survey anhand von Landsat-Aufnahmen der NASA. Das UK Antarctic Place-Names Committee benannte sie 1974 in Anlehnung an die Benennung des Saturn-Gletschers nach dem Saturnmond Rhea.